# Karl Richter
Pour les articles homonymes, voir Richter.
Répertoire
Jean-Sébastien Bach
Georg Friedrich Haendel
Karl Richter, né le 15 octobre 1926 à Plauen et mort le 15 février 1981 (à 54 ans) à Munich d'une crise cardiaque, est un organiste, claveciniste, chef d'orchestre et chef de chœur allemand de réputation internationale. Un des chefs les plus filmés, son nom reste associé à celui de Jean-Sébastien Bach, dont il fut l'un des interprètes les plus chevronnés à la tête de son Münchener Bach Orchester.

## Biographie
Fils de pasteur, Richter fut élève du fameux Dresdner Kreuzchor (chœur de garçons de l'église Sainte-Croix, à Dresde).
Au début des années 1950, il créa le Münchener Bach-Chor (chœur J.S. Bach de Munich) qui devint en quelques années un des meilleurs chœurs mondiaux dans l'interprétation des œuvres de J.S. Bach et Haendel. Néanmoins, il dirigeait une vaste gamme de musique de Heinrich Schütz à Max Reger, en passant par Mozart, Brahms, Liszt et Bruckner.
Sous le label Archiv Produktion de Deutsche Grammophon, Karl Richter a enregistré 75 cantates de J.S. Bach, ainsi que les deux Passion(s), la Messe en Si mineur, l'Oratorio de Noël, et le Magnificat.
Ses chœurs, hautement virtuoses, étaient capables de chanter sans partition la Messe en Si.
De par ses partis pris stylistiques et sonores, Richter incarne la transition entre les visions « romantiques » et « baroques » de l'œuvre du compositeur : sa Passion selon saint Matthieu est à tous points de vue, à mi-chemin entre celles d'Otto Klemperer et de Nikolaus Harnoncourt. Un certain expressionnisme imprègne ses enregistrements, qui furent certainement admirés par le pianiste Glenn Gould, et par le chef d'orchestre Carlos Kleiber.
Maurice André ne tarissait pas d'éloges sur Karl Richter : il a participé avec lui à plusieurs enregistrements et à un nombre considérable de concerts.
Fidèle à certains interprètes (qu'il se partageait d'ailleurs avec Ferenc Fricsay), Karl Richter a aussi régulièrement travaillé avec Maria Stader, Hertha Töpper, Ernst Haefliger et Dietrich Fischer-Dieskau, mais aussi Edith Mathis, le ténor Peter Schreier et la basse Kieth Engen.